# Mercado livre
O mercado livre, ou livre mercado, no âmbito da economia de mercado, é um princípio capitalista pelo qual qualquer agente económico é livre para praticar formas de troca mercadológica seguindo os princípios da livre concorrência, oferta e procura num mercado. Um comerciante pode oferecer melhores preços que outro visando atrair o consumidor e adquirir uma clientela. O mercado livre dentro do espírito das luzes defende a liberdade de mercado contra a oligarquia e em favor do pobre.
Em um livre mercado, as leis e forças da oferta e da demanda estão livres de qualquer intervenção de um governo ou outra autoridade e de todas as formas de privilégio econômico, monopólios e escassez artificial. Os proponentes do conceito de mercado livre o contrastam com um mercado regulado no qual um governo intervém na oferta e demanda por meio de vários métodos, como tarifas usadas para restringir o comércio e proteger a economia local. Em uma economia de mercado livre idealizada, também chamada de economia de mercado liberal, os preços dos bens e serviços são fixados livremente pelas forças da oferta e da demanda e podem atingir seu ponto de equilíbrio sem intervenção da política governamental.
Os estudiosos diferenciam o conceito de mercado livre com o conceito de mercado coordenado em campos de estudo como economia política, nova economia institucional, sociologia econômica e ciência política. Todos esses campos enfatizam a importância, nos sistemas de mercado atualmente existentes, de instituições formuladoras de regras externas às forças simples de oferta e demanda que criam espaço para essas forças operarem para controlar a produção produtiva e a distribuição. Embora os mercados livres sejam comumente associados ao capitalismo no uso contemporâneo e na cultura popular, os mercados livres também foram componentes de algumas formas de socialismo.
A crítica do conceito teórico pode considerar os sistemas com poder de mercado significativo, desigualdade de poder de barganha ou assimetria de informação como menos do que livre, com a regulamentação sendo necessária para controlar esses desequilíbrios a fim de permitir que os mercados funcionem de forma mais eficiente, e com que produzam resultados sociais mais desejáveis.
Em economia, um mercado livre é um sistema econômico no qual os preços de bens e serviços são determinados pela oferta e demanda expressa por vendedores e compradores. Esses mercados, conforme modelados, operam sem a intervenção do governo ou de qualquer outra autoridade externa. Os defensores do livre mercado como ideal normativo o contrastam com um mercado regulado, no qual um governo intervém na oferta e na demanda por meio de vários métodos, como impostos ou regulamentações. Em uma economia de mercado livre idealizada, os preços de bens e serviços são fixados exclusivamente pelos lances e ofertas dos participantes.
Historicamente, o livre mercado também tem sido usado como sinônimo de outras políticas econômicas. Por exemplo, os proponentes do capitalismo laissez-faire podem se referir a ele como capitalismo de livre mercado porque afirmam que ele alcança a maior liberdade econômica. Na prática, os governos costumam intervir para reduzir externalidades como as emissões de gases de efeito estufa; embora possam usar os mercados para isso, como o comércio de emissões de carbono.

## Sistemas econômicos relacionados

### Capitalismo
Capitalismo é um sistema econômico baseado na propriedade privada dos meios de produção e sua operação com fins lucrativos. As características centrais deste sistema incluem, além da propriedade privada, a acumulação de capital, o trabalho assalariado, a troca voluntária, um sistema de preços, mercados competitivos, propriedade privada, reconhecimento dos direitos de propriedade. Em uma economia de mercado, a tomada de decisão e o investimento são determinados pelos proprietários dos fatores de produção nos mercados financeiros e de capitais, enquanto os preços e a distribuição de bens são principalmente determinados pela concorrência no mercado de bens e serviços.
Economistas, historiadores, economistas políticos e sociólogos adotaram diferentes perspectivas em suas análises do capitalismo e reconheceram várias formas dele na prática. Estes incluem o capitalismo de laissez-faire ou de livre mercado, capitalismo de estado e capitalismo de bem-estar. Diferentes formas de capitalismo apresentam graus variados de livre mercado, propriedade pública,  obstáculos à livre concorrência e políticas sociais sancionadas pelo Estado. O grau de competição nos mercados e o papel daintervenção e regulação, bem como o escopo da propriedade estatal variam entre os diferentes modelos de capitalismo.  Até que ponto os diferentes mercados são livres e as regras que definem a propriedade privada são questões de política e política. A maioria das economias capitalistas existentes são economias mistas que combinam elementos de livre mercado com intervenção estatal e, em alguns casos, planejamento econômico.
As economias de mercado existiram sob muitas formas de governo e em muitas épocas, lugares e culturas diferentes. As sociedades capitalistas modernas – marcadas por uma universalização das relações sociais baseadas no dinheiro, uma classe consistentemente grande e abrangente de trabalhadores que devem trabalhar por salários (o proletariado) e uma classe capitalista que possui os meios de produção – se desenvolveram na Europa Ocidental em um processo que levou à Revolução Industrial. Os sistemas capitalistas com vários graus de intervenção direta do governo tornaram-se dominantes no mundo ocidental e continuam a se espalhar. O capitalismo tem se mostrado fortemente correlacionado com o crescimento econômico.
Os libertários são os mais fortes defensores do livre mercado.

### Laissez-faire
Laissez-faire é expressão escrita em francês que simboliza o liberalismo econômico, na versão mais pura de capitalismo de que o mercado deve funcionar livremente, sem interferência, taxas nem subsídios, apenas com regulamentos suficientes para proteger os direitos de propriedade. Esta filosofia tem início nos Estados Unidos e nos países da Europa Ocidental durante o final do século XIX até o início do século XX, particularmente no Reino Unido e na França. 
O princípio do laissez-faire expressa uma preferência pela ausência de pressões fora do mercado sobre preços e salários, tais como impostos governamentais discriminatórios, subsídios, tarifas, regulamentações ou monopólios concedidos pelo governo. Em The Pure Theory of Capital (Teoria Pura do Capital), Friedrich Hayek argumentou que o objetivo é a preservação da informação única contida no próprio preço.
Segundo Karl Popper, a ideia de mercado livre é paradoxal, pois requer intervenções com o objetivo de prevenir intervenções 
Embora o laissez-faire tenha sido comumente associado ao capitalismo, existe uma teoria econômica semelhante associada ao socialismo chamada laissez-faire de esquerda ou socialista , também conhecida como anarquismo de livre mercado, anticapitalismo de livre mercado e socialismo de livre mercado para distingui-lo do capitalismo laissez-faire . Os críticos do laissez-faire como comumente entendido argumentam que um sistema verdadeiramente laissez-faire seria anticapitalista e socialista. Anarquistas individualistas americanos como Benjamin Tucker se viam como socialistas econômicos de livre mercado e individualistas políticos enquanto argumentavam que seu "socialismo anarquista" ou "anarquismo individual" era " manchesterismo consistente" (Em inglês "Consistent Manchesterism", mais conhecido como liberalismo de Manchester).

### Georgismo
Para economistas clássicos como Adam Smith, o termo mercado livre refere-se a um mercado livre de todas as formas de privilégio econômico, monopólios e escassez artificial.  Eles dizem que isso implica que as rendas econômicas, que eles descrevem como lucros gerados pela falta de concorrência perfeita , devem ser reduzidas ou eliminadas o máximo possível por meio da livre concorrência. 
A teoria econômica sugere que os retornos da terra e de outros recursos naturais são rendas econômicas que não podem ser reduzidas dessa forma devido à sua oferta perfeitamente inelástica.  Alguns pensadores econômicos enfatizam a necessidade de compartilhar essas rendas como um requisito essencial para o bom funcionamento do mercado.  Sugere-se que isso eliminaria a necessidade de impostos regulares que têm um efeito negativo sobre o comércio, denominado "peso morto", bem como liberar terras e recursos que são especulados ou monopolizados, duas características que melhoram a concorrência e os mecanismos de livre mercado. Winston Churchill apoiou essa visão com a seguinte declaração: "A terra é a mãe de todos os monopólios". O economista e filósofo social americano Henry George , o mais famoso proponente desta tese, queria conseguir isso por meio de um imposto sobre o valor da terra elevado que substituisse todos os outros impostos.  Os seguidores de suas idéias são freqüentemente chamados de georgistas ou geístas e geolibertários.
Léon Walras, um dos fundadores da economia neoclássica que ajudou a formular a teoria do equilíbrio geral, tinha uma visão muito semelhante. Ele argumentou que a livre concorrência só poderia ser realizada sob condições de propriedade estatal dos recursos naturais e da terra. Além disso, os impostos de renda poderiam ser eliminados porque o estado receberia receitas para financiar os serviços públicos por meio da propriedade desses recursos e empresas 

### Anarcocapitalismo
Anarcocapitalismo (também conhecido como anarquismo de livre mercado, anarquismo libertário, anarquismo de propriedade privada ou anarcoliberalismo) é uma filosofia política capitalista que pretende a eliminação do Estado e a proteção à soberania do indivíduo através da propriedade privada e do mercado livre. Em uma sociedade anarcocapitalista, a educação, a saúde, a polícia, os tribunais e todos os outros serviços de segurança pública seriam fornecidos por concorrentes privados, em vez de subsidiados por impostos. O dinheiro e as moedas correntes seriam fornecidos de forma privada e competitiva num mercado aberto, através de um sistema bancário livre. Desta forma, as atividades pessoais e econômicas no anarcocapitalismo seriam reguladas através de gestão e direito privado, e não pela lei da gestão política. Apesar de alguns autores utilizarem o termo anarquia, Rothbard, um dos idealizadores desta forma de liberalismo econômico, sinaliza que o que propoem em nada tem a ver com o anarquismo, historicamente coletivista, socialista e anticapitalista; e que se referenciar utilizando este nome é um erro histórico, causando confusão. Desta forma, o libertarianismo proposto por ele é oposto ao anarquismo.

### Socialismo
Várias formas de socialismo baseadas em mercados livres existiram desde o século 19. Os primeiros proponentes socialistas notáveis do livre mercado incluem Pierre-Joseph Proudhon, Benjamin Tucker e os socialistas ricardianos. Esses economistas acreditavam que mercados genuinamente livres e trocas voluntárias não poderiam existir dentro das condições de exploração do capitalismo. Essas propostas variavam de várias formas de cooperativas de trabalhadores operando em uma economia de livre mercado, como um sistema mutualista proposto por Proudhon, para empresas estatais que operam em mercados não regulamentados e abertos. Esses modelos de socialismo não devem ser confundidos com outras formas de socialismo de mercado (por exemplo, o modelo Lange), onde as empresas públicas são coordenadas por vários graus de planejamento econômico , ou onde os preços dos bens de capital são determinados por meio de preços de custo marginal. 
Defensores do socialismo de livre mercado, como Jaroslav Vanekar argumentam que mercados genuinamente livres não são possíveis sob condições de propriedade privada da propriedade produtiva. Em vez disso, ele afirma que as diferenças de classe e as desigualdades de renda e poder que resultam da propriedade privada permitem que os interesses da classe dominante desviem o mercado a seu favor, seja na forma de monopólio e poder de mercado, seja utilizando sua riqueza e recursos para legislar políticas governamentais que beneficiem seus interesses comerciais específicos. Além disso, Vanek afirma que os trabalhadores de uma economia socialista baseada em empresas cooperativas e autogeridas têm incentivos mais fortes para maximizar a produtividade porque receberiam uma parte dos lucros (com base no desempenho geral de sua empresa) além de receber seu salário fixo ou salário de empresas de propriedade de funcionários seriama a regra, conforme imaginado por vários pensadores, incluindo Louis O. Kelso e James S. Albus.
Os socialistas também afirmam que o capitalismo de livre mercado leva a distribuições excessivamente distorcidas de renda e instabilidades econômicas que, por sua vez, levam à instabilidade social. Medidas corretivas na forma de bem- estar social, tributação redistributiva e medidas regulatórias e seus custos administrativos associados que são necessários criam custos de agência para a sociedade. Esses custos não seriam necessários em uma economia socialista autogerida 
As críticas ao socialismo de mercado vêm de duas direções principais. Os economistas ganhadores do Prêmio Nobel Friedrich Hayek e George Stigler argumentaram que o socialismo como uma teoria não conduz a sistemas democráticos  e mesmo o estado mais benevolente enfrentaria sérios problemas de implementação.
A crítica mais moderna do socialismo e do socialismo de mercado implica que, mesmo em um sistema democrático, o socialismo não consegue alcançar o resultado eficiente desejado. Este argumento sublinha que o próprio processo democrático torna-se prejudicial para as empresas e as empresas. Ele destaca como a regra da maioria democrática se torna prejudicial para empresas e indústrias e como a formação de grupos de interesse distorce o resultado ótimo do mercado.

## Conceitos

### Equilíbrio de mercado

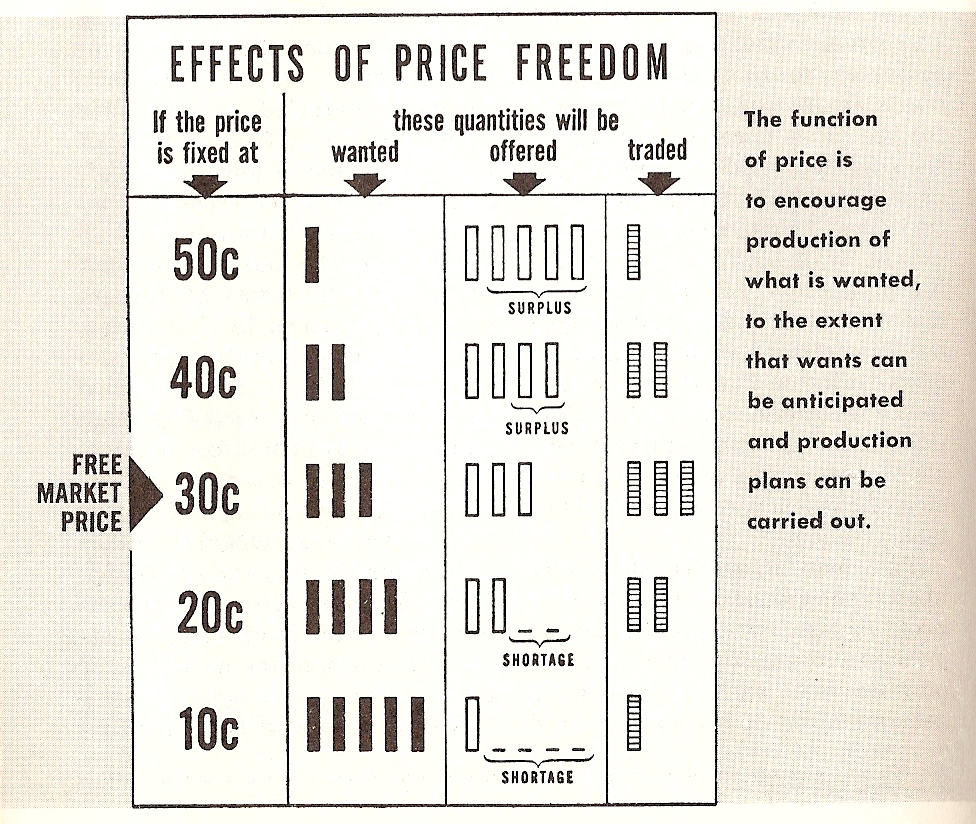
Efeitos da liberdade de preços

Com vários graus de rigor matemático ao longo do tempo, a teoria do equilíbrio geral demonstrou que, sob certas condições de concorrência, a lei da oferta e da demanda predomina neste mercado livre e competitivo ideal, influenciando os preços em direção a um equilíbrio que equilibra as demandas pelos produtos contra o suprimentos.

### Ordem espontânea
Friedrich Hayek popularizou a visão de que as economias de mercado promovem a ordem espontânea que resulta em uma melhor "alocação de recursos sociais do que qualquer projeto poderia alcançar". De acordo com essa visão, as economias de mercado são caracterizadas pela formação de redes transacionais complexas que produzem e distribuem bens e serviços por toda a economia. Essas redes não são projetadas, mas surgem como resultado de decisões econômicas individuais descentralizadas. A ideia de ordem espontânea é uma elaboração da mão invisível proposta por Adam Smith em A Riqueza das Nações. Sobre o indivíduo, Smith escreveu:
Ao preferir o apoio da indústria doméstica ao da indústria estrangeira, ele pretende apenas sua própria segurança; e ao dirigir aquela indústria de tal maneira que sua produção seja de maior valor, ele pretende apenas seu próprio ganho, e ele é, neste, como em muitos outros casos, conduzido por uma mão invisível para promover um fim que não era parte de sua intenção. Nem sempre é pior para a sociedade que ela não tenha feito parte dela. Ao buscar seu próprio interesse, ele frequentemente promove o da sociedade de forma mais eficaz do que quando realmente pretende promovê-lo. Nunca soube de muito bem feito por aqueles que afetaram o comércio para o bem público.
Smith ressaltou que não se ganha o jantar apelando para o amor fraternal do açougueiro, do fazendeiro ou do padeiro. Em vez disso, apela-se ao interesse próprio e paga-lhes pelo seu trabalho, argumentando:
Não é da benevolência do açougueiro, do cervejeiro ou do padeiro que esperamos nosso jantar, mas de sua consideração para com seus próprios interesses. Nós nos dirigimos, não à sua humanidade, mas ao seu amor-próprio, e nunca lhes falamos de nossas próprias necessidades, mas de suas vantagens.
Críticos como o economista político Karl Polanyi questionam se pode existir um mercado espontaneamente ordenado, completamente livre de distorções da política, alegando que mesmo os mercados aparentemente mais livres exigem que um Estado exerça poder coercitivo em algumas áreas, ou seja, para fazer cumprir contratos, governar a formação dos sindicatos, definir os direitos e obrigações das empresas, definir quem tem legitimidade para mover ações judiciais e definir o que constitui um conflito de interesses inaceitável.

### Lei da oferta e da demanda
A demanda por um item (como bens ou serviços) se refere à pressão do mercado econômico por parte das pessoas que tentam comprá-lo. Os compradores têm um preço máximo que estão dispostos a pagar e os vendedores têm um preço mínimo que estão dispostos a oferecer seus produtos. O ponto em que as curvas de oferta e demanda se encontram é o preço de equilíbrio do bem e a quantidade demandada. Os vendedores dispostos a oferecer seus produtos a um preço inferior ao preço de equilíbrio recebem a diferença como excedente do produtor. Os compradores dispostos a pagar por bens a um preço mais alto do que o preço de equilíbrio recebem a diferença como excedente do consumidor.
O modelo é comumente aplicado a salários no mercado de trabalho. Os papéis típicos de fornecedor e consumidor são invertidos. Os fornecedores são pessoas físicas que procuram vender (fornecer) sua mão-de-obra pelo preço mais alto. Os consumidores são empresas que procuram comprar (exigir) o tipo de mão-de-obra de que necessitam com o menor preço. À medida que mais pessoas oferecem seu trabalho naquele mercado, o salário de equilíbrio diminui e o nível de emprego de equilíbrio aumenta à medida que a curva de oferta se desloca para a direita. O oposto acontece se menos pessoas oferecerem seus salários no mercado à medida que a curva de oferta se deslocar para a esquerda.
Em um mercado livre, os indivíduos e empresas que participam dessas transações têm a liberdade de entrar, sair e participar do mercado conforme desejarem. Preços e quantidades podem se ajustar de acordo com as condições econômicas para atingir o equilíbrio e alocar os recursos de maneira adequada. No entanto, em muitos países ao redor do mundo, os governos procuram intervir no mercado livre para alcançar certas agendas sociais ou políticas. Os governos podem tentar criar igualdade social ou igualdade de resultados intervindo no mercado por meio de ações como a imposição de um salário mínimo (preço mínimo) ou o controle de preços (preço máximo). Outros objetivos menos conhecidos também são perseguidos, como nos Estados Unidos, onde o governo federal subsidia proprietários de terras férteis para que não cultivem, a fim de evitar que a curva de oferta se desloque ainda mais para a direita e diminua o preço de equilíbrio. Isso é feito sob a justificativa de manter os lucros dos agricultores; devido à relativa inelasticidade da demanda por safras, o aumento da oferta reduziria o preço, mas não aumentaria significativamente a quantidade demandada, pressionando assim os agricultores a saírem do mercado.
Os defensores do mercado livre afirmam que a intervenção do governo dificulta o crescimento econômico ao interromper a alocação natural de recursos de acordo com a oferta e a demanda, enquanto os críticos do mercado livre afirmam que a intervenção do governo às vezes é necessária para proteger a economia de um país de economias mais desenvolvidas e mais influentes, enquanto fornece a estabilidade necessária para um investimento sábio a longo prazo. Milton Friedman apontou falhas de planejamento central, controle de preços e empresas estatais, especialmente na União Soviética e na China, enquanto Ha-Joon Chang cita os exemplos do Japão do pós-guerra  e do crescimento da indústria siderúrgica da Coreia do Sul.

## Críticas
Os críticos do mercado livre argumentaram que, em situações do mundo real, ele provou ser suscetível ao desenvolvimento de monopólios de fixação de preços.
Dois proeminentes autores canadenses argumentam que o governo às vezes precisa intervir para garantir a concorrência em grandes e importantes indústrias. Naomi Klein ilustra isso aproximadamente em seu trabalho A Doutrina do Choque e John Ralston Saul ilustra isso com mais humor por meio de vários exemplos em The Collapse of Globalism and the Reinvention of the World. Enquanto seus defensores argumentam que apenas um mercado livre pode criar concorrência saudável e, portanto, mais negócios e preços razoáveis, os oponentes dizem que um mercado livre em sua forma mais pura pode resultar no oposto. De acordo com Klein e Ralston, a fusão de empresas em corporações gigantes ou a privatização da indústria governamental e ativos nacionais frequentemente resultam em monopólios ou oligopólios que requerem intervenção governamental para forçar a concorrência e preços razoáveis.
O filósofo e autor americano Cornel West zombou do que considera os argumentos dogmáticos para as políticas econômicas do laissez-faire como fundamentalismo de livre mercado. West argumentou que tal mentalidade "trivializa a preocupação com o interesse público" e "torna as autoridades eleitas, obcecadas por pesquisas de opinião, voltadas para os objetivos corporativos de lucro - frequentemente à custa do bem comum". O filósofo político americano Michael J. Sandel afirma que nos últimos trinta anos os Estados Unidos foram além de apenas ter uma economia de mercado e se tornaram uma sociedade de mercado onde literalmente tudo está à venda, incluindo aspectos da vida social e cívica, como educação, acesso à justiça e à influência política. O historiador econômico Karl Polanyi foi altamente crítico da ideia de sociedade baseada no mercado em seu livro A Grande Transformação, observando que qualquer tentativa de sua criação prejudicaria a sociedade humana e o bem comum.
Os críticos da economia de livre mercado vão desde aqueles que rejeitam os mercados inteiramente em favor de uma economia planificada como defendida por vários marxistas até aqueles que desejam ver as falhas do mercado reguladas em vários graus ou complementadas por intervenções governamentais. Os keynesianos apóiam papéis de mercado para o governo, como o uso da política fiscal para estímulo econômico quando as ações do setor privado levam a resultados econômicos abaixo do ideal de depressões ou recessões. O ciclo econômico é usado pelos keynesianos para explicar as armadilhas de liquidez, pelas quais ocorre o subconsumo, para argumentar a favor da intervenção do governo na política fiscal. David McNally, da Universidade de Houston, argumenta na tradição marxista que a lógica do mercado inerentemente produz resultados injustos e leva a trocas desiguais, argumentando que a intenção moral e a filosofia moral de Adam Smith que defendia a troca igual foi prejudicada pela prática do mercado livre. De acordo com McNally, o desenvolvimento da economia de mercado envolveu coerção, exploração e violência que a filosofia moral de Smith não podia tolerar. McNally também critica os socialistas de mercado por acreditarem na possibilidade de mercados justos com base em trocas iguais a serem alcançados através da eliminação de elementos parasitas da economia de mercado, como a propriedade privada dos meios de produção, argumentando que o socialismo de mercado é um oxímoro quando o socialismo é definido como o fim do trabalho assalariado.

## Literatura de Referência
- Adler, Jonathan H. “Excerpts from ‘About Free-Market Environmentalism.’” In Environment and Society: A Reader, edited by Christopher Schlottmann, Dale Jamieson, Colin Jerolmack, Anne Rademacher, and Maria Damon, 259–264. New York University Press, 2017. doi:10.2307/j.ctt1ht4vw6.38.
- Althammer, Jörg. “Economic Efficiency and Solidarity: The Idea of a Social Market Economy.” Free Markets with Sustainability and Solidarity, edited by Martin Schlag and Juan A. Mercaso, Catholic University of America Press, 2016, pp. 199–216, doi:10.2307/j.ctt1d2dp8t.14.
- Baradaran, Mehrsa. “The Free Market Confronts Black Poverty.” The Color of Money: Black Banks and the Racial Wealth Gap, Harvard University Press, 2017, pp. 215–246, JSTOR j.ctv24w649g.10.
- Barro, R.J. (2003). Nothing is Sacred: Economic Ideas for the New Millennium. Col: The MIT Press. [S.l.]: MIT Press. ISBN 978-0262250511
- Basu, K. (2016). Beyond the Invisible Hand: Groundwork for a New Economics. [S.l.]: Princeton University Press. ISBN 978-0691173696. LCCN 2010012135
- Baumol, William J. (2014). The Free-Market Innovation Machine: Analyzing the Growth Miracle of Capitalism. [S.l.]: Princeton University Press. ISBN 978-1400851638
- Block, Fred and Somers, Margaret R. (2014). The Power of Market Fundamentalism: Karl Polanyi's Critique. Harvard University Press. ISBN 0674050711. JSTOR j.ctt6wpr3f.7.
- Boettke, Peter J. "What Went Wrong with Economics?", Critical Review Vol. 11, No. 1, pp. 35, 58.
- Boudreaux, Donald (2008). «Free-Market Economy». In:  Hamowy, Ronald. The Encyclopedia of Libertarianism. Thousand Oaks, CA: Sage; Cato Institute. pp. 187–189. ISBN 978-1412965804. LCCN 2008009151. OCLC 750831024
- Burgin, A. (2012). The Great Persuasion: Reinventing Free Markets since the Depression. [S.l.]: Harvard University Press. ISBN 978-0674067431. LCCN 2012015061
- Chua, Beng Huat. “Disrupting Free Market: State Capitalism and Social Distribution.” Liberalism Disavowed: Communitarianism and State Capitalism in Singapore, Cornell University Press, 2017, pp. 98–122, JSTOR 10.7591/j.ctt1zkjz35.7.
- Cox, Harvey (2016). The Market as God.  Harvard University Press. ISBN 978-0674659681.
- Cremers, Jan and Ronald Dekker. “Labour Arbitrage on European Labour Markets: Free Movement and the Role of Intermediaries.” Towards a Decent Labour Market for Low Waged Migrant Workers, edited by Conny Rijken and Tesseltje de Lange, Amsterdam University Press, 2018, pp. 109–128, JSTOR j.ctv6hp34j.7.
- de La Pradelle, M. and Jacobs, A. and Katz, J. (2006). Market Day in Provence. Col: Fieldwork Encounters And Discoveries, Ed. Robert Emerson And Jack Katz. [S.l.]: University of Chicago Press. ISBN 978-0226141848. LCCN 2005014063
- Eichner, M. (2019). The Free-Market Family: How the Market Crushed the American Dream (and How It Can Be Restored). [S.l.]: Oxford University Press. ISBN 978-0190055486
- Ferber, M.A. and Nelson, J.A. (2009). Beyond Economic Man: Feminist Theory and Economics. [S.l.]: University of Chicago Press. ISBN 978-0226242088
- Fox, M.B. and Glosten, L. and Rauterberg, G. (2019). The New Stock Market: Law, Economics, and Policy. [S.l.]: Columbia University Press. ISBN 978-0231543934. LCCN 2018037234
- Friedman, M. and Friedman, R.D. (1962). Capitalism and Freedom. Col: Phoenix Book : business/economics. [S.l.]: University of Chicago Press. ISBN 978-0226264011. LCCN 62019619
- Garrett, G. and Bates, R.H. and Comisso, E. and Migdal, J. and Lange, P. and Milner, H. (1998). Partisan Politics in the Global Economy. Col: Cambridge Studies in Comparative Politics. [S.l.]: Cambridge University Press. ISBN 978-0521446907. LCCN 97016731
- Group of Lisbon Staff and Cara, J. (1995). Limits to Competition. [S.l.]: MIT Press. ISBN 978-0262071642. LCCN 95021461
- Harcourt, Bernard E. (2011). The Illusion of Free Markets: Punishment and the Myth of Natural Order. [S.l.]: Harvard University Press. ISBN 978-0674059368
- Hayek, Friedrich A. (1948). Individualism and Economic Order. Chicago: University of Chicago Press. vii, 271, [1].
- Helleiner, Eric; Pickel, Andreas (2005). Economic Nationalism in a Globalizing World. Col: Cornell studies in political economy. [S.l.]: Cornell University Press. ISBN 978-0801489662. LCCN 2004015590
- Higgs, Kerryn. “The Rise of Free Market Fundamentalism.” Collision Course: Endless Growth on a Finite Planet, The MIT Press, 2014, pp. 79–104, JSTOR j.ctt9qf93v.11.
- Holland, Eugene W. “Free-Market Communism.” Nomad Citizenship: Free-Market Communism and the Slow-Motion General Strike, NED-New edition, University of Minnesota Press, 2011, pp. 99–140, JSTOR 10.5749/j.ctttsw4g.8.
- Hoopes, James. “Corporations as Enemies of the Free Market.” Corporate Dreams: Big Business in American Democracy from the Great Depression to the Great Recession, Rutgers University Press, 2011, pp. 27–32, JSTOR j.ctt5hjgkf.8.
- Howell, D.R. (2005). Fighting Unemployment: The Limits of Free Market Orthodoxy. Col: Fighting Unemployment: The Limits of Free Market Orthodoxy. [S.l.]: Oxford University Press. ISBN 978-0195165852. LCCN 2004049283
- Jónsson, Örn D., and Rögnvaldur J. Sæmundsson. “Free Market Ideology, Crony Capitalism, and Social Resilience.” Gambling Debt: Iceland’s Rise and Fall in the Global Economy, edited by E. Paul Durrenberger and Gisli Palsson, University Press of Colorado, 2015, pp. 23–32, JSTOR j.ctt169wdcd.8.
- Kuhner, T.K. (2014). Capitalism v. Democracy: Money in Politics and the Free Market Constitution. [S.l.]: Stanford University Press. ISBN 978-0804791588
- Kuttner, Robert, "The Man from Red Vienna" (review of Gareth Dale, Karl Polanyi:  A Life on the Left, Columbia University Press, 381 pp.), The New York Review of Books, vol. LXIV, no. 20 (21 December 2017), pp. 55–57. "In sum, Polanyi got some details wrong, but he got the big picture right. Democracy cannot survive an excessively free market; and containing the market is the task of politics. To ignore that is to court fascism." (Robert Kuttner, p. 57).
- Lowe, A. and Adolph, L. and Pulrang, S. and Nell, E.J. (1976). The Path of Economic Growth. [S.l.]: Cambridge University Press. ISBN 978-0521208888. LCCN 75038186
- McGowan, T. (2016). Capitalism and Desire: The Psychic Cost of Free Markets. [S.l.]: Columbia University Press. ISBN 978-0231542210. LCCN 2016005309
- Mittermaier, Karl and Isabella Mittermaier. “Free-Market Dogmatism and Pragmatism.” In The Hand Behind the Invisible Hand: Dogmatic and Pragmatic Views on Free Markets and the State of Economic Theory, 1st ed., 23–26. Bristol University Press, 2020. doi:10.2307/j.ctv186grks.10.
- Newland, Carlos. “Is Support for Capitalism Declining around the World? A Free-Market Mentality Index, 1990–2012.” The Independent Review, vol. 22, no. 4, Independent Institute, 2018, pp. 569–583, JSTOR 26591762.
- Noriega, Roger F., and Andrés Martínez-Fernández. "The Free-Market Moment: Making Grassroots Capitalism Succeed Where Populism Has Failed". American Enterprise Institute, 2016, JSTOR resrep03243.
- Orłowska, Agnieszka. “Toward Mutual Understanding, Respect, and Trust: On Past and Present Dog Training in Poland.” Free Market Dogs: The Human-Canine Bond in Post-Communist Poland, edited by Michał Piotr Pręgowski and Justyna Włodarczyk, Purdue University Press, 2016, pp. 35–60, doi:10.2307/j.ctt16314wm.7.
- Ott, Julia C. “The ‘Free and Open Market’ Responds.” When Wall Street Met Main Street, Harvard University Press, 2011, pp. 36–54, JSTOR j.ctt2jbtz3.5.
- Palda, Filip (2011) Pareto's Republic and the New Science of Peace 2011 Home chapters online. Published by Cooper-Wolfling. ISBN 978-0987788009.
- Philippon, Thomas. “The Rise in Market Power.” The Great Reversal: How America Gave Up on Free Markets, Harvard University Press, 2019, pp. 45–61, JSTOR j.ctv24w62m5.7.
- Quiggin, John (2019). Economics in Two Lessons: Why Markets Work So Well, and Why They Can Fail So Badly. [S.l.]: Princeton University Press. ISBN 978-0691217420
- Roberts, Alasdair. “The Market Comes Back.” The End of Protest: How Free-Market Capitalism Learned to Control Dissent, Cornell University Press, 2013, pp. 41–57, JSTOR 10.7591/j.ctt20d88nv.6.
- Robin, Ron. “Castrophobia and the Free Market: The Wohlstetters’ Moral Economy.” The Cold World They Made: The Strategic Legacy of Roberta and Albert Wohlstetter, Harvard University Press, 2016, pp. 118–138, JSTOR j.ctv253f7gh.8.
- Sandel, Michael J. (2013). What Money Can't Buy: The Moral Limits of Markets. Farrar, Straus and Giroux. ISBN 0374533652.
- Sim, Stuart. “Neoliberalism, Financial Crisis, and Profit.” Addicted to Profit: Reclaiming Our Lives from the Free Market, Edinburgh University Press, 2012, pp. 70–95, JSTOR 10.3366/j.ctt1g0b72g.9.
- Singer, Joseph W. “Why Consumer Protection Promotes the Free Market.” No Freedom without Regulation: The Hidden Lesson of the Subprime Crisis, Yale University Press, 2015, pp. 58–94, JSTOR j.ctt175729r.5.
- Sloman, Peter. “Welfare in a Neoliberal Age: The Politics of Redistributive Market Liberalism.” In The Neoliberal Age?: Britain since the 1970s, edited by Aled Davies, Ben Jackson, and Florence Sutcliffe-Braithwaite, 75–93. UCL Press, 2021. JSTOR j.ctv1smjwgq.11.
- Starrett, D.A. and Hahn, F.H. (1988). Foundations in Public Economics. Col: Cambridge Economic Handbooks. [S.l.]: Cambridge University Press. ISBN 978-0521348010. LCCN 87027892
- Stiglitz, Joseph. (1994). Whither Socialism? Cambridge, Massachusetts: MIT Press.
- Symons, Michael. “Free The Market! (It's Been Captured by Capitalism).” Meals Matter: A Radical Economics Through Gastronomy, Columbia University Press, 2020, pp. 225–246, JSTOR 10.7312/symo19602.15.
- Sunstein, C.R. (1999). Free Markets and Social Justice. [S.l.]: Oxford University Press. ISBN 978-0195356175
- Tanzi, V. (2011). Government versus Markets: The Changing Economic Role of the State. [S.l.]: Cambridge University Press. ISBN 978-1139499736
- Taylor, Lance (2011). Maynard's Revenge: The Collapse of Free Market Macroeconomics. [S.l.]: Harvard University Press. ISBN 978-0674059535. doi:10.2307/j.ctv1m592k8.12
- Tomasi, J. (2013). Free Market Fairness. [S.l.]: Princeton University Press. ISBN 978-0691158143. LCCN 2011037125 pp. 226–266, JSTOR j.ctt7stpz.12.
- Turner, A. (2012). Economics After the Crisis: Objectives and Means. Col: Lionel Robbins Lectures. [S.l.]: MIT Press. ISBN 978-0262300995
- Verhaeghe, Paul (2014). What About Me? The Struggle for Identity in a Market-Based Society. Scribe Publications. ISBN 1922247375.
- Vogel, S.K. (1998). Freer Markets, More Rules: Regulatory Reform in Advanced Industrial Countries. Col: Cornell paperbacks. [S.l.]: Cornell University Press. ISBN 978-0801485343. LCCN 96005054
- Zeitlin, Steve, and Bob Holman. “Free Market Flavor: Poetry of the Palate.” The Poetry of Everyday Life: Storytelling and the Art of Awareness, 1st ed., Cornell University Press, 2016, pp. 127–131, JSTOR 10.7591/j.ctt1d2dmnj.17.